# Rosário (microregio)
Rosário is een van de 21 microregio's van de Braziliaanse deelstaat Maranhão. Zij ligt in de mesoregio Norte Maranhense en grenst aan de Atlantische Oceaan in het noordoosten, de microregio Lençóis Maranhenses in het oosten, de mesoregio Leste Maranhense in het zuidoosten en de microregio's Itapecuru Mirim in het zuiden, Baixada Maranhense in het zuidwesten, Litoral Ocidental Maranhense in het westen en Aglomeração Urbana de São Luís in het noorden. De microregio heeft een oppervlakte van ca. 6602 km². Midden 2004 werd het inwoneraantal geschat op 137.292.
Acht gemeenten behoren tot deze microregio:
- Axixá
- Bacabeira
- Cachoeira Grande
- Icatu
- Morros
- Presidente Juscelino
- Rosário
- Santa Rita

Mesoregio's: Centro Maranhense · Leste Maranhense · Norte Maranhense · Oeste Maranhense · Sul Maranhense

Microregio's: Aglomeração Urbana de São Luís · Alto Mearim e Grajaú · Baixada Maranhense · Baixo Parnaíba Maranhense · Caxias · Chapadas das Mangabeiras · Chapadas do Alto Itapecuru · Chapadinha · Codó · Coelho Neto · Gerais de Balsas · Gurupi · Imperatriz · Itapecuru Mirim · Lençóis Maranhenses · Litoral Ocidental Maranhense · Médio Mearim · Pindaré · Porto Franco · Presidente Dutra · Rosário